# أموس برنسون ألكوت

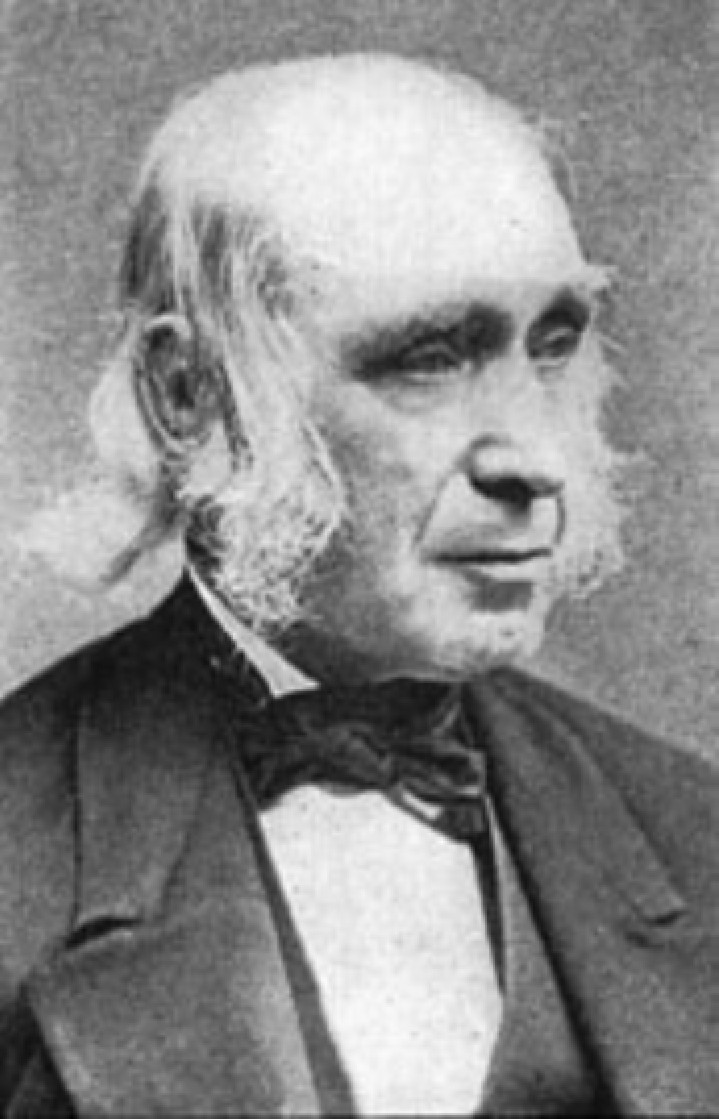
برونسون آلكوت

أموس برونسون آلكوت (بالإنجليزية: Amos Bronson Alcott) (ولد في 29 نوفمبر 1799 - توفي في 4 مارس 1888) هو فيلسوف وكاتب ومدرّس أمريكي مشهور. نبعت شهرته من إطلاقه لمشروعين لم يعمرا طويلاً، تمثلا في تأسيسه لمدرسة غير التقليدية وإنشائه لمجتمع مثالي أطلق عليه اسم «فروتلاندز» Fruitlands. كما ساهم في ذيوع صيته ارتباطه بالفلسفة المتعالية Transcendentalism.
قام آلكوت بإنشاء عدد من مدارس الأطفال في الولايات الجنوبية من أمريكا.
كان آلكوت من معارضي أسلوب العقاب البدني للطلاب إذ كان من أفكاره المبتكرة في المدرسة غير التقليدية التي أنشأها أنه قصر عقوبة الطالب المذنب على تكليف ذلك الطالب بضرب يد مدرسه بمسطرة، من منطلق أن ذنب الطالب هو مسؤولية المدرس، وأن اتباع هذا الأسلوب سيشعر الطالب بالحرج والذنب وهو ما يفترض أن يكون أكثر فعالية من الخوف المرتبط بالعقاب البدني. إلا ّأن مدرسة آلكوت هذه تعرضت لكثير من النقد الحاد من المجتمع والصحافة. وانتهى الأمر بإغلاق المدرسة.
وقد تعرضت فلسفة آلكوت للكثير من النقد أيضا ً بوصفها غير متماسكة وغامضة. إلا ّ أنه من الناحية التربوية فقد وفّر آلكوت أساسا ً للأجيال اللاحقة من دعاة التعليم الحر. كما أن الكثير من أساليبه ومبادئه التعليمية قد تم تبنيها فيما بعد من قبيل «التدريس بالتشجيع»، تعليم الفن، تعليم الموسيقى، تمرينات التمثيل، التعلم عبر الخبرة، التسامح في المدارس وتعليم الطفولة المبكرة وغيرها.
يُعرف عن آلكوت أيضا ً دعوته لإنهاء العبودية وإلى إعطاء المرأة حقوقها.
برونسون آلكوت هو والد الكاتبة الأمريكية المشهورة لويزا ماي آلكوت صاحبة كتاب نساء صغيرات.

## حياته ومسيرته المهنية

### الفلسفة المتعالية
بدءًا من عام 1836، ساعدت عضويته في نادي المتعالون في معرفة زملاء مثل رالف والدو إمرسون، وأوريستس براونسن، وثيودور باركر. تمكّن من الحصول على عضوية النادي ضمن الاجتماع الثاني للأعضاء. وصف كاتب السيرة الذاتية لإمرسون تلك الاجتماعات بأنها «اجتماعات عرضية لمجموعة متغيرة من المفكرين الليبراليين، إذ لم يتفقوا على شيء إلا على المطالبة بحريتهم». كتب فريدريك هنري هيدج حول طبيعة أعضاء هذه المجموعة قائلًا: «لم يكن هناك نادٍ بالمعنى الحقيقي والدقيق... كانت فقط اجتماعات عرضية للرجال والنساء ذوي التفكير المماثل». فضّل ألكوت استخدام مصطلح «ندوة» لمجموعتهم.

في أواخر أبريل عام 1840، انتقل ألكوت إلى مدينة كونكورد بتحريض من إمرسون. استأجر منزلًا مقابل 50 دولارًا في السنة على مسافة قريبة من منزل إمرسون؛ أطلق عليه اسم كوخ الحمام، رغم أنهم أسموه أيضًا كوخ كونكورديا. باعتباره أحد مشجعي أفكار ألكوت الفلسفية وداعميها، عرض إمرسون مساعدته في كتاباته، التي أُثبت لاحقًا أنها مهمة صعبة للغاية. بعد عدة تنقيحات، على سبيل المثال، اعتبر مقالة «روح» (رواية ألكوت عن كيفية تعليمه بناته) غير قابلة للنشر. كتب ألكوت أيضًا سلسلة بعد عمل الكاتب الألماني يوهان فولفغانغ فون غوته نُشرت في مجلة تابعة لنادي المتعالون تُسمى ذا ديال. كتب إمرسون إلى مارغريت فولر أن كتاباتهم قد «تحظى بجمهور كبير، بل ربما تصل أيضًا إلى مستوى رفيع للغاية». لكن إمرسون كان على خطأ، إذ لاقى كتاب ألكوت «أقوال أورفكية» نقدًا لاذعًا باعتباره كتابًا سخيفًا وغير مفهوم؛ بالإضافة إلى أن فولر نفسها لم تعبّر عن عدم إعجابها بهما، ولكنها لم ترغب في إيذاء مشاعر ألكوت. على سبيل المثال، وفي الإصدار الأول من الكتاب، كتب ألكوت:
الطبيعة سريعة مع الروح. في انقباض وانشراح أبدي، تستمر تيارات المد والجزر بالجريان، وهما يجسّدان القلب والأوعية الدموية في تدفقهما الغامض هذا. يتوقف نبضها للحظة، وتنحسر الذات البشرية على الفور إلى الفوضى وعدم الرؤية مرة أخرى. إن العالم المرئي هو الموجة المتطرفة من هذا التدفق الروحي، الذي تغلغل في الحياة، والذي يؤدي نهاية إلى الموت بسبب الارتداد والفكر والنور. المنظمة هي التجسيد لذرية الله.
في 26 يوليو من عام 1840، أنجبت آبي ماي من جديد. كان يشار إليها في الأصل باسم «طفلة» لعدة أشهر، وسُميت في نهاية الأمر آبي ماي بعد وفاة والدتها. عندما كانت مراهقة، اختصرت اسمها إلى «آبي» قبل أن تختار اسم «ماي» فقط.
مع الدعم المالي المقدّم من إمرسون، ترك ألكوت مدينة كونكورد في 8 مايو من عام 1842، للذهاب في زيارة إلى إنجلترا، تاركًا شقيقه جونيوس مع عائلته. هناك التقى مع اثنين من معجبيه، تشارلز لين وهنري سي. رايت. كان هذان الرجلان زعيمين لمجمّع ألكوت الروحي، وهو مدرسة تجريبية تستند إلى أساليب ألكوت من مدرسة المعبد الواقعة على بعد عشرة أميال تقريبًا خارج لندن. كان جيمس بيرابونت غريفز، مؤسس المدرسة، قد توفي مؤخرًا فقط، ولكن ألكوت دُعي للبقاء هناك لمدة أسبوع. أقنعهم ألكوت بالمجيء إلى الولايات المتحدة معه؛ انتقل لين وابنه إلى منزل ألكوت وساعدا في الأعمال المنزلية. تمكّن لين، من خلال وجهات نظره الخاضعة لحركة الإبطالية، من إقناع ألكوت بفكرة إلغاء عقوبة الإعدام، واتّخذ ألكوت إثر ذلك موقفًا ضد الخطة التي وضعها جون تايلر لضم تكساس كمنطقة تابعة، ورفض أيضًا دفع ضريبة الرؤوس الخاصة به. كتبت آبي ماي في مذكراتها في 17 يناير عام 1843: «كان يومًا مليئًا بالإثارة، إذ رفض السيد ألكوت دفع ضريبة الرؤوس الخاصة به... وبعد انتظاره لبعض الوقت، حتى يُعتقل ويُزجّ داخل السجن، قيل له إن الضريبة قد دفعها صديق ما. وهكذا، نجونا من بلاء غيابه وانتصار المعاناة بسبب تمسّكه بمبادئه». كانت ضريبة الرؤوس السنوية تبلغ 1.50 دولار فقط. ألهم هذا الحادث هنري ديفيد ثورو، الذي أدّى احتجاجه المماثل إلى قضائه ليلة في السجن بسبب مقاله «العصيان المدني». خلال هذه الفترة، أنشأت عائلة ألكوت مكتب بريد محلي للحدّ من التوتر المحتمل. وصفت آبي ماي فكرتها قائلة: «اعتقدت أنها فكرة جيدة ستتيح فرصة يومية للأطفال، كل الأطفال، لتبادل الأفكار والمشاعر».

## روابط خارجية
- أموس برنسون ألكوت على موقع الموسوعة البريطانية (الإنجليزية)
- أموس برنسون ألكوت على موقع إن إن دي بي (الإنجليزية)